# گولوبکی
گولوبکی (به لاتین: Golubki) یک روستا در لهستان است که در گمینا کوواله اولتسکیه واقع شده‌است.